# Pluto (manga)
Pluto (プルートウ Purūtō?) es un manga de Naoki Urasawa publicado por la editorial Shōgakukan en la revista Big Comic Original entre 2003 y 2009. Takashi Nagasaki aparece como coautor de la serie, que fue supervisada por Makoto Tezuka, hijo de Osamu Tezuka. Cuenta con 65 capítulos, recogidos en 8 tomos.
La serie está basada en la obra de Tezuka Astro Boy, específicamente en el arco argumental "El mayor robot en la Tierra" (地上最大のロボット Chijou saidai no robotto?), y nombrada con base en el principal villano de este. Urasawa lo reinterpreta como una historia de suspenso protagonizada por Gesicht, un robot detective de la Europol que intenta resolver una serie de asesinatos tanto de robots como de humanos que están relacionados entre sí. Hay numerosas referencias a otras obras y personajes de Tezuka.
Una adaptación teatral dirigida por Sidi Larbi Cherkaoui se estrenó en enero de 2015 y se ha presentado internacionalmente. Una adaptación al anime en formato ONA, producida por Genco con servicios de producción de animación de Studio M2, se estrenó en su totalidad en Netflix en octubre de 2023.
Pluto fue un éxito comercial y de crítica, ganó varios premios, incluido el noveno Premio Cultural Tezuka Osamu, y vendió más de 10 millones de copias.

## Sinopsis
Pluto narra la historia de Gesicht (en alemán: «cara»), un robot detective que trabaja para la Europol, cuando investiga un caso que gira en torno a los asesinatos de robots y humanos que están teniendo lugar. El caso se complica cuando las pruebas empiezan a sugerir que quien está detrás de todo es un robot.
La acción se sitúa en un futuro donde los robots han ganado derechos similares a los que tienen los humanos, y en el que tuvo lugar una guerra que asoló el Imperio Persa, situado en el Medio Oriente, la cual marcó el pasado de muchos de sus personajes.

## Personajes
Gesicht (ゲジヒト?)
El protagonista de la primera tres cuarta parte de la historia, es un robot alemán que trabaja como inspector para la Europol. Su cuerpo está hecho de una aleación llamada Zeronium. Tanto él como su esposa, Helena, son robots con aspecto completamente humano. Gesicht es varias veces mencionado como el robot bélicamente más poderoso de todos, producto de una inversión exorbitante.
Helena
Una robot humanoide, esposa de Gesicht. Notada por el Dr. Ochanomizu como sorprendente por su capacidad de expresar ternura.
Mont Blanc (モンブラン?)
Un robot suizo que se dedica a cuidar de la naturaleza. Luchó en la guerra en el Imperio Persa, y es asesinado al inicio de la historia, desencadenando un enorme incendio en Suiza.
North No. 2 (ノース2号?)
Un robot escocés con seis brazos armados que fue uno de los más poderosos en el campo de combate. Renunció a volver a matar otros robots y eligió servir como mayordomo de un anciano compositor.
Brando (ブランド?)
Un luchador profesional turco que siente una gran devoción por su mujer e hijos humanos. Luchó junto a Hercules y Mont-Blanc en la guerra.
Hercules (ヘラクレス?)
Un gladiador robot griego con un gran sentido del honor y el valor, que mantiene con Brando una profunda camaradería y una rivalidad profesional desde la guerra.
Epsilon (エプシロン?)
Un robot australiano con un gran potencial bélico pero que optó por el pacifismo y sólo participó en la guerra en las labores humanitarias posteriores a la lucha. Mantiene un albergue para huérfanos de la guerra.
Atom (アトム?)
Un niño robot de Japón que actuó como embajador de paz al final de la guerra en el Imperio Persa. En la versión original es Atom, pero fuera de Japón se ha mantenido la misma traducción que se dio al personaje original de Tezuka, Astro.
Uran (ウラン?)
La hermana menor robot de Atom, que puede sentir las emociones de humanos, animales y robots por medio de sensores muy sensibles a estos cambios.
Doctor Tenma (天馬博士?)
Un genio de la robótica que fue anteriormente ministro de ciencia de Japón. Fue el creador de Atom a imagen de su difunto hijo Tobio, al igual que en la historia original y del robot que asumiría la identidad del difunto Dr. Abra.
Doctor Hoffman (ホフマン博士?)
Un científico alemán, creador del robot Gesicht, al que considera un amigo íntimo.
Doctor Ochanomizu (お茶の水博士?)
Un científico japonés sucesor de Tenma al frente del ministerio. Es el creador de Uran.
Dr. Abullah
Un científico persa, creador del robot Sahad,el doctor Abullah murió durante la guerra en el Imperio poco después de perder a la mayor parte de su familia. El Dr. Abullah consideraba que necesitaba ayuda con sus proyectos ambientales, lo cual le llevó a colaborar con en Dr. Tenma para crear al robot que asumiría su identidad tras su muerte.
Dr. Abullah/Goji
Es un robot creado por el Dr. Tenma a pedido del Dr.Abullah para que le sirviera como asistente en sus proyectos ambientales y en la completación del robot Bora. Incapaz de ser despertado por la complejidad de su Inteligencia Artificial, fue empujado por el odio del agonizante Dr.Abullah qué guardo en una memoria y se la dio al doctor Tenma para que se la instalara y así poder despertar y  asumió esa identidad junto con la de Goji siendo un robot con doble personalidad,como Abullah, creó el cuerpo de Pluto para ser usado por el robot Sahad, y como Goji, modificó al proyecto del robot ambiental Bora para albergar una bomba nuclear y para ser usado por la parte "Dr. Abullah" de su propia identidad y presumiblemente al ejército de robots del Imperio Persa. El robot es irreconocible como tal para los robots avanzados, pero es reconocido por sensores rudimentarios y se excusa a sí mismo con la creencia de ser el Dr. Abullah original. La identidad Goji del robot es capaz de proyectarse a otros cuerpos robóticos humanoides que son arrebatados de su inteligencia artificial previamente.
Dr. Roosevelt (Dr. ルーズベルト?)
Un superordenador con inteligencia artificial cuya imagen pública es un osito de peluche. Mano derecha del Presidente de los Estados Unidos de Tracia.
Adolf Haas (アドルフ・ハース?)
Un empresario alemán que es miembro de un grupo anti-robots, que desea matar a Gesicht porque sospecha que fue el responsable de la muerte de su hermano.
Pluto (プルートウ?)
Robot sospechoso de los asesinatos que tienen lugar, un personaje misterioso de origen desconocido hasta bien avanzada la historia, creado por el Dr. Abra. Sahad es capaz de modificar el medio ambiente y proyectar su identidad a otros cuerpos, y como Pluto, es capaz de manipular el clima. Pluto es manipulado por el robot Abullah/Goji para cometer los crímenes a raíz de la constante amenaza del robot Bora y es tentado con volver a su cuerpo original, arrebatado por el mismo.
Brau 1589
Robot encarcelado por haber asesinado a humanos, permanece en un velo de misterio durante toda la obra.
Bora
Cuerpo robot monstruoso creado por el Dr. Abra con fines ambientales, modificado y completado por Goji para destruir al planeta al asumir la identidad del Dr. Abra; el cual impulsó a los poderes del mundo a la incursión y la guerra en el Imperio Persa.
Wassily
Un niño al cuidado de Epsilon que fue sobreviviente al conflicto en el Imperio Persa; Wassily está sumido en un estado casi catatónico durante toda la historia. Wassily sobrevivió al embate inicial del robot Bora, que destruyó su aldea, la cual estaba situada sobre el laboratorio y taller del Dr. Abra. Fue encontrado por Epsilon, que fue encomendado a incinerar a un millar de cuerpos robóticos en la aldea.
Muhammad Ali
Un niño robot Persa que trata de ofrecerle flores a la venta a Gesicht durante su visita a un bazar en Persia.
Arnold
Un robot excéntrico que oficia como meteorólogo en los Estados Unidos de Tracia. Es el primero en darse cuenta de anomalías sísmicas producidas por la presencia de un objeto de enorme tamaño - especulando correctamente de que podría ser una bomba nuclear - que resulta ser Bora en la caldera volcánica del Parque Edén en aquel país.
Darío XIV
Emperador derrocado del Imperio Persa, que se encuentra confinado en poder de los Estados Unidos de Tracia. El imperio fue puesto bajo escrutinio por la creación de Bora a manos del Dr. Abra, que en realidad fue encomendado a la creación con fines de recuperación ambiental. A pesar de no encontrar mayor cosa aparte del millar de cuerpos robóticos del taller del Dr. Abra, un ataque conjunto fue realizado por los poderes del mundo. En la víspera de su eventual captura, el Emperador fue presentado con el robot Pluto por parte del robot entonces reconocido como el Dr. Abra, muerto meses atrás. Con Pluto, el Emperador juró venganza en contra del grupo de monitoreo y los participantes del conflicto. En algún momento antes de su captura, también se hace familiar con el robot Bora. Una vez capturado, el Emperador se pronuncia crípticamente con sus captores con mensajes apocalípticos y de perdición, sabiendo de la eventual destrucción de sus enemigos y la destrucción que Bora traería al mundo, y es generalmente considerado que perdió la cordura.

## Contenido de la obra

### Manga
Pluto es un manga escrito e ilustrado por Naoki Urasawa, autor también de manga como Monster; fue serializado en la revista Big Comic Original de la editorial Shogakukan desde septiembre de 2003 hasta abril de 2009, fueron recopilados un total de 8 volúmenes en formato tankōbon; Takashi Nagasaki aparece como coautor del manga. El manga fue licenciado por Viz Media en Norteamérica, en español por la editorial Planeta DeAgostini y varios otros países.
En mayo de 2022 fue anunciado para su publicación en México por Editorial Panini.

### Anime
Se anunció que una adaptación de anime de Studio M2 estaría en producción en el Festival Internacional de Cine de Animación de Annecy 2017 en junio. En mayo de 2022, el fundador de Studio M2, Masao Maruyama, confirmó que la adaptación aún estaba en producción. En febrero de 2023, se anunció que la serie se transmitirá exclusivamente en Netflix en 2023.
En octubre de 2023, se estrenó en Netflix el anime de ocho capítulos de alrededor de 70 minutos de duración cada uno, donde se narra la historia completa que comprende el manga original.

## Recepción
El manga Pluto ha vendido más de 8.5 millones de volúmenes, ganador además de varios premios. En 2005, ganó el Premio Cultural Tezuka Osamu y el Premio a la Excelencia del Festival de arte de Japón; En 2010 ganó el premio a mejor cómic por el Seiun Award, en Francia ganó el premio internacional del Angoulême International Comics Festival y el premio Asie-ACBD en la Japan Expo del 2011.
En una reseña del sitio About.com, el manga fue descrito como "una obra maestra bien narrada que romperá el corazón con una profunda emocionalidad". En Anime News Networks con la reseña del volumen 7 del manga, hablaron del excelente trabajo de Urasawa y su integración con los diseños de Tezuka; respecto al volumen final comentaron "que la parte final del manga tiene elementos filosóficos de la guerra, la humanidad y la inteligencia artificial de la mano con sentimientos sobre amor, odio, esperanza y desesperación".